# Абу Салим Али II
Абу Салим Ибрахим ибн Али, или Абу Салим Али II (ум. 1361) — маринидский султан Марокко в 1359—1361 годах

## Биография
Ибрагим ибн Али принял трон в 1359 году. О его правлении почти ничего неизвестно, известно только, что в этот период государство Маринидов стало угасать, чему способствовали интриги Ваттасидов, представлявших визирей королевства и менявших султанов в своих интересах.
В 1361 году Ибрагима ибн Али сменил Абу Умар Ташуфин.